# Joy: A Holiday Collection
Joy: A Holiday Collection is een kerstalbum van de Amerikaanse singer/songwriter Jewel. De cd werd uitgebracht in november 1999.
In de Verenigde Staten werden ruim een miljoen exemplaren van het album verkocht. In Nederland en Vlaanderen stond het niet genoteerd in de albumlijsten.

## Tracklist
1. "Joy To The World" 3:05
2. "O Holy Night" 3:44
3. "Silent Night" 3:07
4. "Winter Wonderland" 3:39
5. "O Little Town Of Bethlehem" 3:11
6. "Ave Maria" 3:44
7. "Hark! The Herald Angels Sing" 3:21
8. "Rudolph The Red-Nosed Reindeer" 1:53
9. "Face Of Love" 3:27
10. "Medley: Go Tell It On The Mountain / Life Uncommon / From A Distance" 6:31
11. "I Wonder As I Wander" 1:58
12. "Gloria" 2:38
13. "Hands [Christmas Version]" 4:13